# Карабетова гора
 Карабетова гора — действующий грязевой вулкан, памятник природы (решение Темрюкского РИК от 13.7.1978 года № 354; решение Краснодарского КИК от 14.7.1988 г. № 326), расположенный в Темрюкском районе Краснодарского края.

## Описание
Карабетова гора расположена в юго-западной части Таманского полоустрова, в 8 км от станицы Тамань (Темрюкский район Краснодарского края). Гора представляет собой овальное кратерное плато, имеющее протяженность около 1400 метров и диаметр 860 метров. Высота составляет около 60 метров. В его состав входят два грязевых вулкана. Один из них — спящий, имеет диаметр 140 метров и небольшое пересохшее озеро. Второй грязевой вулкан является действующим. Диаметр его кратера составляет около 125 метров. Он расположен выше и северо-восточнее на сопочном плато.
Склоны Карабетовой горы сложены из сцементированной сопочной горной породы — брекчии. Местность вблизи горы сильно иссечена оврагами.
Излияние грязи из вулкана с образованием пузырей здесь происходит непрерывно. Крупные извержения происходят примерно через каждые 15—20 лет. Последнее крупное извержение грязевого вулкана произошло летом 1968 года. Извержение вулкана сопровождалось гулом и сильным взрывом. При извержении выделяются газы и происходит излияние грязи. К настоящему времени на юго-восточном склоне горы образовался грязевой конус, постепенно увеличивающийся в размерах. В настоящее время[когда?] его высота составляет около 3,5 метров.
Наиболее активной частью вулкана является юго-восточный склон. Грязь постепенно стекает вниз и трескается. На вершине горы кроме грязевых озёр, находится также обычное водное озеро.